# Джени Колган
Джени Колган (на английски: Jenny Colgan) е шотландска писателка на бестселъри в жанра чиклит, научна фантастика и любовен роман. Пише под псевдонима Джейн Бийтън (на английски: Jane Beaton).

## Биография и творчество
Дженифър „Джени“ Т. Колган е родена на 14 септември 1971 г. в Престуик, Южен Еършър, Шотландия, в семейство на учители.
Завършва Единбургския университет и работи в продължение на шест години като администраторка в здравното обслужване, като допълнително работи като карикатуристка и като авторка на комикси в Нотинг Хил и Уест Енд в Лондон. След това работи като журналистка за „Гардиън“ и Би Би Си.
Омъжва се за Ендрю Мюлер, морски инженер. Имат три деца – Уолъс, Майкъл-Франсис и Делфи.
През 2000 г. публикува първия си роман – романтичната комедия „Сватбата на Аманда“. Романът става бестселър и дава старт на писателската ѝ кариера.
През 2013 г. романът ѝ Welcome to Rosie Hopkins' Sweetshop of Dreams („Добре дошли в сладкарницата на мечтите „Рози Хопкинс“) е удостоен с наградата RoNA на Асоциацията на писателите на любовни романи на Великобритания за най-добър роман на годината.
В периода 2012 – 2015 г. участва с научнофантастични романи в поредиците „Доктор Кой“.
Джени Колган е живяла в Лондон, Нидерландия, САЩ и Франция. Живее със семейството си северно от Единбург. Харесва тортите, Доктор Кой, носенето на спортни обувки Канвърс, топлите бани и доста дългите книги.

## Произведения

### Като Джени Колган

#### Самостоятелни романи
- Amanda's Wedding (2000)
Сватбата на Аманда, изд. „Прозорец“, София (2002), прев. Йолина Миланова
- Talking to Addison (2000)
- Looking for Andrew McCarthy (2001)
- Working Wonders (2003) – издаден и като Arthur Project
- Do You Remember the First Time? (2004) – издаден и като The Boy I Loved Before
- Where Have All the Boys Gone? (2005)
- West End Girls (2006)
- Operation Sunshine (2007)
- Diamonds Are a Girl's Best Friend (2008)
- The Good, the Bad and the Dumped (2009)
- The Loveliest Chocolate Shop in Paris (2013)
Най-прекрасното магазинче за шоколад в Париж, изд. „Сиела“ (2019), прев. Цветана Генчева
- Resistance Is Futile (2015) – като Джени Т. Колган
- The Little Shop of Happy-Ever-After (2016)
- The Christmas Bookshop (2021)

#### Серии

##### Серия „Кафене „Къпкейк“ (Cupcake Cafe)
1. Meet Me at the Cupcake Cafe (2011)
2. Christmas at the Cupcake Cafe (2012)

##### Серия „Сладкарницата на Роузи Хопкинс“ (Rosie Hopkins' Sweet Shop)
1. Welcome to Rosie Hopkins' Sweetshop of Dreams (2012) – издаден и като Sweetshop of Dreams, награда RoNA
2. Christmas at Rosie Hopkins’ Sweetshop (2013)
3. The Christmas Surprise (2014)

##### Серия „Пекарната на улицата на малкия плаж“ (Little Beach Street Bakery)
1. The Little Beach Street Bakery (2014)
2. Summer at the Little Beach Street Bakery (2015)
3. Christmas at Little Beach Street Bakery (2016)
4. Sunrise by the Sea (2021)

##### Серия „Шотландска книжарница“ (Scottish Bookshop) илиKirrinfief
1. The Bookshop on the Corner (2016)
Книжарница на колела, изд. Слънце (2016), прев. Мария Михайлова
2. The Bookshop on the Shore (2019)
Книжарничката на брега, изд. Сиела (2019), прев. Цетана Генчева
3. 500 Miles from You (2020)

##### Серия „Мюр“ (Mure)
- 0.5. A Very Distant Shore (2017)

1. The Cafe by the Sea (2017)
2. The Endless Beach (2018)
3. Christmas on the Island (2018)
4. Christmas at the Island Hotel (2020)
5. An Island Wedding (2022)

##### Серия „Поли“ (Polly) – детска литература
1. Polly and the Puffin (2015)
2. The Stormy Day (2016)
3. The New Friend (2017)
4. The Happy Christmas (2017)

##### Участие в общи серии с други писатели

###### Серия „Доктор Кой: Време за пътуване“ (Doctor Who: Time Trips)
- Into the Nowhere (2014)
- Doctor Who: Time Trips: The Collection (2015) – със Сесилия Ахърн, Джейк Арнот, Труди Канаван, Стела Дъфи, Ник Харкауей, Джоан Харис и А. Л. Кенеди

от серията има още 5 романа от различни автори

###### Серия „Доктор Кой: Доктор 11“ (Doctor Who: Eleventh Doctor)
- Dark Horizons (2012) – като Джени Т. Колган

от серията има още 31 романа от различни автори

#### Сборници
- Scottish Girls About Town: And Sixteen Other Scottish Women Authors (2003) – с Лейла Абулела, Кейти Агню, Абигейл Бозанко, Карол Ан Дейвис, Исла Дюар, Мюриел Грей, Джулия Хамилтън, Мораг Джос, Таня Киндерслей, Хелън Лъмб, Милър Лау, Шари Лоу, Ленъкс Морисън, Сиан Призи, Кармен Рийд, Манда Скот, Сара Шеридан и Алин Темпълтън

### Като Джейн Бийтън

#### Серия „Меги Адеър“ (Maggie Adair)
1. Welcome to the School by the Sea (2008)
2. Rules (2010)
3. Lessons (2019)